# 堅田元慶
堅田 元慶（かただ もとよし、永禄11年〈1568年〉- 元和8年〈1622年〉）は、安土桃山時代から江戸時代前期にかけての武将。毛利氏、小早川氏の家臣。

## 生涯

### 輝元出頭人として

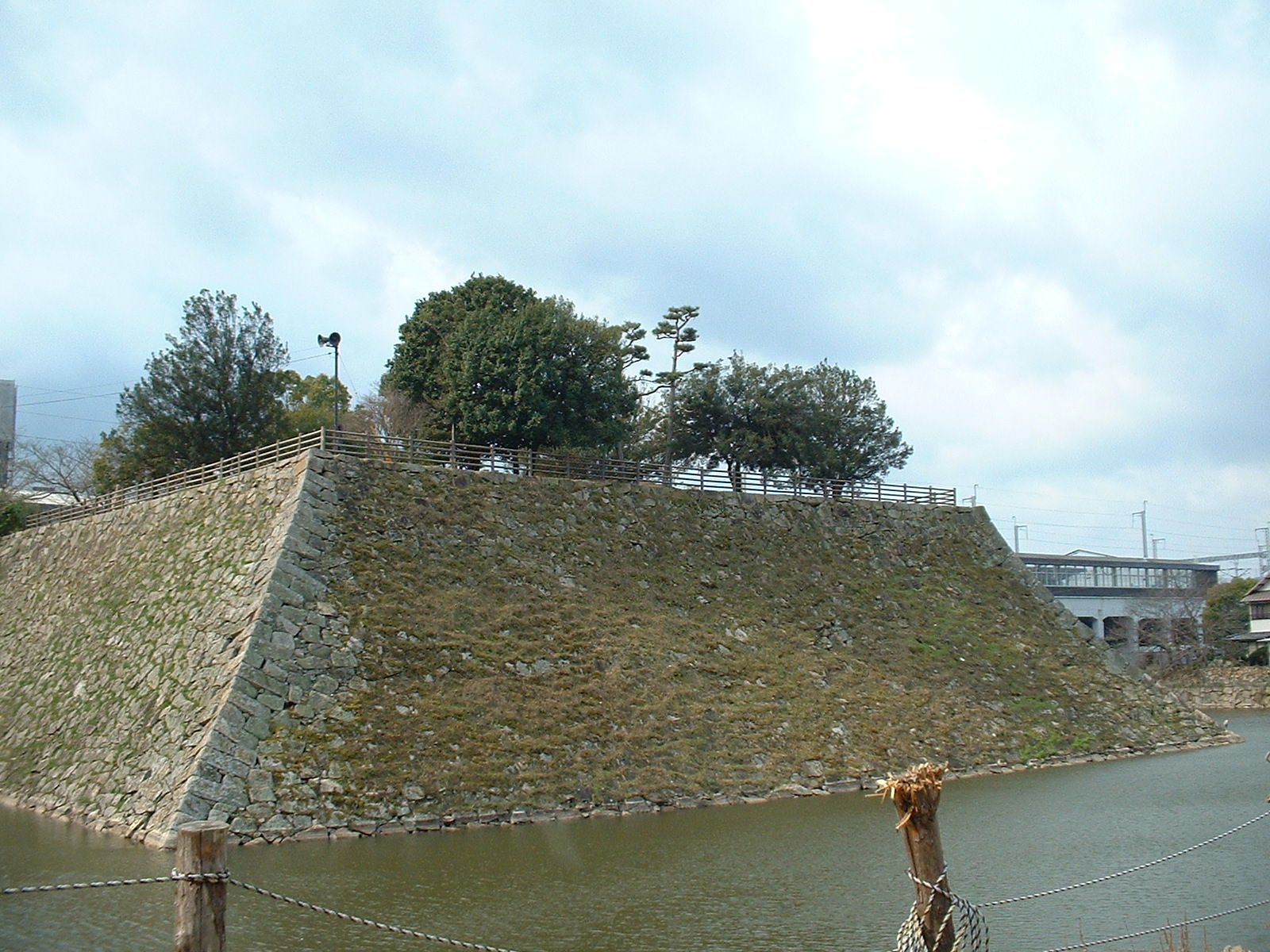
三原城跡

永禄11年（1568年）、粟屋元通の次男（三男とも）として誕生、毛利輝元の近習として召し出されて、寵愛される。
天正10年（1582年）に元服して、元勝と名乗る。行政手腕に優れていたことから輝元や小早川隆景に信任を受け、子の無かった小早川隆景の養子として認められた。
しかし、元慶はそれを辞退し、天正10年から天正13年までの間に長門国堅田から「堅田」の名字を名乗った。隆景の養嗣子にはならなかったものの、それ以後も隆景から寵愛を受け、天正13年（1585年）に隆景が伊予国に移封された際には、それまで隆景の本拠であった三原城を預けられることとなる。
天正16年（1588年）7月、輝元に随行し上洛。豊臣秀吉にも気に入られて大坂城にも出仕して豊臣姓を下賜され、同年7月26日に従五位下、兵部少輔に叙任される厚遇を受けた。
また、7月28日に輝元の参議任官式が宮中で行われた際には、冠と赤装束を着用し輝元の供として従った。
また元慶に対する厚遇は、出仕後十年足らずの間に急速に加増された知行高からも窺われる。元慶は庶子であったため知行無しの状態から近習として輝元に仕え始めたが、天正19年（1591年）頃のものとされる「八ヶ国御時代分限帳」には元慶の所領として安芸国・周防国・長門国・出雲国の4ヶ国に渡って7438石9升と記されている。田中誠二の研究によれば「八ヶ国御時代分限帳」に記された石高は本来の知行高の6～7割ほどにあたる年貢高であったことから、実際には1万石程度を知行していたと考えられている。
天正20年（1592年）に始まる文禄の役では輝元に従って朝鮮半島へ上陸し、毛利軍の一員として戦っているが、出兵準備中の同年4月に元慶の家臣2名が博多の市中の者と口論になって、最終的に博多の豪商神屋宗湛を打擲してしまうという事件が発生し、博多にいた秀吉の奉行衆がこの事件を聞きつけて騒ぎとなった。この事件に対して、輝元は先手を打って当事者である元慶の家臣2名を処分し、神屋宗湛には治療費用として見舞銀を送っている。さらに元慶が騒動に巻き込まれて秀吉奉行衆の追及を受けることを避けるために、元慶を船に隠して壱岐国へと渡海した。なお、神屋宗湛はさしたる怪我も無く、事件直後の茶会に出席している。
た文禄2年（1593年）8月以降、輝元が朝鮮から帰国すると、毛利氏の中央行政は、元慶、佐世元嘉、二宮就辰、榎本元吉、張元至の5人の輝元出頭人が担うようになった。この5人は様々な出自や経歴を持つ人物たちで、出自や家格にとらわれず能力評価に基づいて人材登用を図る輝元の姿勢が窺える。
文禄年間と慶長年間始めには、輝元と共に度々上洛して取次役を務めたり、毛利氏奉行人連署奉書に加判したりする等の活動が見られる。慶長5年（1600年）、元慶は組頭と大和守に任じられた。同年の関ヶ原の戦いにおいては、四国方面の経略を進めると共に、輝元の側近として大坂城に入って各方面へ輝元の指示を伝えており、関ヶ原での決戦の2日前である9月13日付けの、大津城攻略に手こずっていた清水景治に対して厳しい調子で責め立てる書状等が残っている。

### 江戸での証人生活
関ヶ原での敗戦後は毛利氏の防長移封に従うも、徳川家康は関ヶ原前後の元慶の行動は安国寺恵瓊と同じであるとして元慶の処刑も考えていた。しかし、井伊直政や本多正信、榊原康政らの執り成しにより一命を助けられ、慶長6年（1601年）9月から輝元の嫡子毛利秀就と共に証人（人質）として江戸に住むこととなる。
輝元は福原広俊に命じて本多正信に対して、元慶を今後は特別な重臣ではなくただの一家臣として扱うので元慶を赦免してほしいと求めたが、その後元慶が死去するまでの約20年の長きに渡って赦免されることはなかった。もっとも、慶長8年（1603年）から元和5年（1619年）までの間に少なくとも10回ほど一時帰国が許されており、熱海に湯治に赴いたり鎌倉に出掛けたりもしている等、ある程度の自由が与えられていたようである。しかし、元慶は一度帰国するとなかなか江戸に戻って来ないことがあったため、本多正信は国元にいる元慶の家族を江戸へ送ることを求めている。元慶の室は病気がちだったためか当初は江戸行きを渋っていたが、この出来事を家の大事と考えた輝元の説得により了承した。関ヶ原後の堅田家は所領を6000石ほどに削減されたが、その代わり元慶が江戸に詰めている間は軍役と普請役を減免されていた。
江戸にいる間の元慶は日頃から幕府年寄や譜代大名・旗本らと親しく交際し、毛利家に対する心証を良くしようと努めていた。輝元によれば元慶はやや気短な所があったらしく、本多正信らとの間が上手くいってるか心配しているが、元慶は正信が鷹狩に出向いている先にまで音信物を届けるなど、正信に対して細心の配慮を尽くしていた。また、証人となって以後も、輝元との個人的な近さによって毛利家における一定の地位を保っており、一時帰国をした国元にいる間は、他の家臣と輝元の間の取り次ぎや、輝元の意を家中に伝える奉書への加判などを行っている。
慶長15年（1610年）、元慶は以前から懇意にしていた周防国山口の瑠璃光寺の元住持秀山を誘い、江戸に瑠璃光寺を創建した。
輝元は元慶が江戸に行く当初から何度も赦免と帰国許可を願い出ていたが、元和5年（1619年）末から元和6年（1620年）初にかけて行われた交渉も不調に終わった。元慶と親しく、幕府年寄への取り次ぎを行った柳生宗矩の書状によれば、土井利勝は赦免に理解を示したものの、本多正純は帰国中の毛利秀就が江戸に出府してからでなければ元慶の帰国は認められないと主張したため、帰国の願い出は認められなかったという。
その後、秀就が江戸に出府したが、元和6年（1620年）3月頃に元慶は発病し、熱海での湯治は認められたものの元慶の帰国は実現することはなく、元和8年（1622年）9月27日に江戸で死去した。享年55。元慶の墓所は山口県周南市湯野の堅田家墓所と、東京都港区の瑠璃光寺にある。
その後、江戸に住まわされていた元慶の妻子は、元和9年（1623年）に帰国が許されている。
嫡男の就政は、幼少のため所領を周防国都濃郡の湯野村・戸田村・莇地村と長門国大津郡日置村の4500石に減転封され、寛永2年（1625年）周防国湯野（現在の周南市湯野。湯野温泉付近）に移住した。子孫は同地で明治維新を迎えている。